# 巴登-符腾堡州旗

巴登-符腾堡州旗設計於1952年，並在1953年啟用。旗幟為雙色條紋，上部部分是黑色條紋，下部部分是黃色條紋。